# Janos Kirz

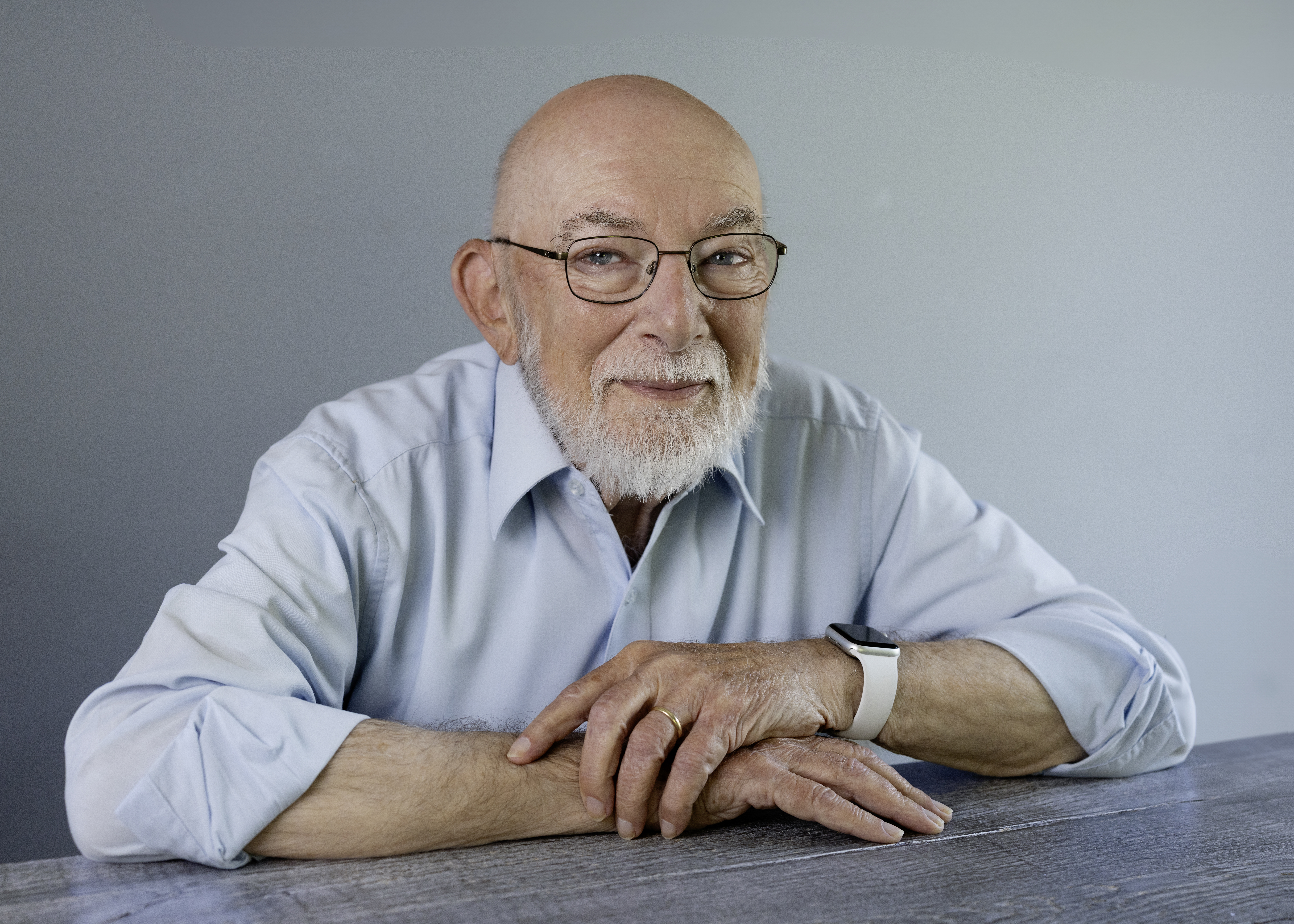
Janos Kirz (2025)

Janos Kirz (ungarisch Kirz János; * 1937 in Budapest) ist ein ungarisch-amerikanischer Physiker, Professor emeritus der State University of New York und Pionier der Röntgenmikroskopie und -spektromikroskopie.

## Werdegang
János Kirz wurde 1937 als Sohn des Rechtsanwalts András Kirz in Budapest geboren. Sein Onkel war der Physiker Edward Teller. Kirz’ Vater wurde 1945 in einem Konzentrationslager ermordet. Nach dem Krieg waren die überlebenden Mitglieder der Familie Repressalien der neuen kommunistischen Machthaber ausgesetzt. In der Folge des Ungarischen Volksaufstandes von 1956 wanderte Kirz in die USA aus.
Dort studierte er ab 1957 an der University of California, Berkeley, wo er 1959 einen Bachelor of Arts verliehen bekam. Anschließend arbeitete er auf dem Gebiet der Hochenergiephysik am Berkeley Lab in der Gruppe von Luis Walter Alvarez, wo er den Bevatron-Teilchenbeschleuniger benutzte.
Nach seiner Promotion an der UC Berkeley im Jahr 1963 verbrachte er ein Jahr als Postdoktorand in Frankreich am Centre d’études nucléaires des CEA in Saclay. Nach diesem Aufenthalt kehrte er ans Berkeley Laboratory zurück, wo er sich der Mesonenspektroskopie widmete.
Im Jahr 1968 verließ er Kalifornien und nahm eine Stelle an der Stony Brook University an, wo er 1973 Professor wurde. Bis 1980 forschte er weiter auf dem Gebiet der Teilchenphysik, wobei er Experimente am nahegelegenen Brookhaven National Laboratory (BNL), am Stanford Linear Accelerator Center und am Fermilab durchführte.
Während eines einjährigen Aufenthalts im Labor von Dorothy Hodgkin in Oxford von 1972 bis 1973 wurde sein Interesse an Röntgenoptik und Synchrotronstrahlung geweckt. In der Folge wandte er sich der Röntgenmikroskopie, der Mikrospektroskopie und Holographie mit Röntgenstrahlung sowie den bildgebenden Verfahren der Röntgenbeugung zu, wobei die experimentellen Arbeiten an der Synchrotronstrahlungsquelle NSLS des BNL erfolgten.
Dem Forschungsstandort Berkeley, an dem seine Karriere begonnen hatte, blieb er weiterhin verbunden und verbrachte dort unter anderem einen mehrmonatigen Forschungsaufenthalt 1993/1994 sowie ein volles Jahr im Zeitraum 2002–2003.
Von 1998 bis 2001 leitete er das Department of Physics and Astronomy der Stony Brook University und ist heute Distinguished Professor Emeritus der Universität.

## Leistungen
Den Schwerpunkt von Kirz’ Lebenswerk bildet die Röntgenmikroskopie mit weicher Röntgenstrahlung. Der Erfolg der von Kirz und seinen Mitarbeitern entwickelten Methoden und Anwendungen in diesem Gebiet basiert auf der von ihm vorangetriebenen Einführung der Nutzung von Zonenplatten als Röntgenlinsen in der Raster-Röntgenmikroskopie. Unter anderem war dies möglich, weil Kirz’ Gruppe in Stony Brook und seine Partner in Berkeley Techniken zur Herstellung effizienter und hochauflösender Zonenplatten mithilfe von Elektronenstrahllithografie entwickelten. Zu diesem Zweck arbeiteten sie mit Forschern der Forschungsabteilung von IBM zusammen. Mit den so erhaltenen Zonenplatten gelang es Kirz und seiner Gruppe, am NSLS das erste Raster-Röntgenmikroskop mit einer Ortsauflösung jenseits von 1 µm in Dienst zu stellen.
Die von Kirz und seiner Arbeitsgruppe zunächst für weiche Röntgenstrahlung im Energiebereich unterhalb 1 keV entwickelten Methoden konnten in der Folge auch für höherenergetische Strahlung nutzbar gemacht werden. Zudem gelang es Kirz’ Gruppe und anderen Forscherteams, die Ortsauflösung bis in den Nanometerbereich zu verbessern. Heute werden Zonenplatten für Raster-Mikroskope für Röntgenenergien bis in den zweistelligen keV-Bereich verwendet und erreichen Auflösungen bis hinunter zu Größenordnungen von 10 nm.
Kirz beschränkte sich in seinen Arbeiten indessen nicht auf linsengebundene Verfahren, sondern war auch tätig in der Entwicklung von Verfahren wie dem Coherent diffraction imaging, das er in Zusammenarbeit mit anderen Physikern wie David Sayre entwickelte, sowie neuartiger Methoden der XANES-Spektroskopie.
Im Lauf seiner Karriere verfasste Kirz über 200 Artikel in wissenschaftlichen Fachzeitschriften.

## Ehrungen, Mitgliedschaften und Auszeichnungen
1970 erhielt Kirz ein Forschungsstipendium der Alfred P. Sloan Foundation (Sloan Research Fellowship). Er ist Fellow der American Physical Society und der American Association for the Advancement of Science. Er war Mitglied des wissenschaftlichen Beirats der Advanced Light Source in Berkeley und zahlreicher weiterer Fachgremien sowie der Editorial Boards mehrerer Fachzeitschriften.
Im Jahr 2005 wurde ihm gemeinsam mit Günter Schmahl der Compton Award der Advanced Photon Source verliehen.

## Publikationen (Auswahl)
1. ↑  
J. Kirz: Phase Zone Plates for X-Rays and Extreme UV. In: Journal of the Optical Society of America. Vol. 64, Nr. 3, 1974, ISSN 0030-3941, S. 301–309, doi:10.1364/JOSA.64.000301 (englisch).
2. ↑  
J.Kirz, C. Jacobsen, M. Howells: Soft-X-Ray Microscopes and Their Biological Applications. In: Quarterly Reviews of Biophysics. Vol. 28, Nr. 1, Februar 1995, ISSN 0033-5835, S. 33–130 (englisch).
3. ↑  
C. Jacobsen, S. Williams, E. Anderson, M. T. Browne, C. J. Buckley, D. Kern, J. Kirz, M. Rivers, X. Zhang: Diffraction-Limited Imaging in a Scanning-Transmission X-Ray Microscope. In: Optics Communications. Vol. 86, Nr. 3–4, 15. November 1991, ISSN 0030-4018, S. 351–364, doi:10.1016/0030-4018(91)90016-7 (englisch).
4. ↑  
J. W. Miao, P. Charalambous, J. Kirz, D. Sayre: Extending the methodology of X-ray crystallography to allow imaging of micrometre-sized non-crystalline specimens. In: Nature. Vol. 400, Nr. 6742, 22. Juli 1999, ISSN 0028-0836, S. 342–344, doi:10.1038/22498 (englisch).
5. ↑  
D. Shapiro, P. Thibault, T. Beetz, V. Elser, M. Howells, C. Jacobsen, J. Kirz, E. Lima, H. Miao, A. M. Neiman, D. Sayre: Biological imaging by soft x-ray diffraction microscopy. In: Proceedings of the National Academy of Sciences of the United States of America. Vol. 102, Nr. 43, 25. Oktober 2005, ISSN 0027-8424, S. 15343–15346, doi:10.1073/pnas.0503305102 (englisch).
6. ↑  
H. Ade, X. Zhang, S. Cameron, C. Costello, J. Kirz, S. Williams: Chemical Contrast in X-Ray Microscopy and Spatially Resolved XANES Spectroscopy of Organic Specimens. In: Science. Vol. 258, Nr. 5084, 6. November 1992, ISSN 0036-8075, S. 972–975, doi:10.1126/science.1439809 (englisch).